# Dolichiscus ludmilae
Dolichiscus ludmilae là một loài chân đều trong họ Austrarcturellidae. Loài này được Kussakin & Vasina miêu tả khoa học năm 2001.